# Tiamat (hudební skupina)
Tiamat je švédská metalová kapela. Byla založena roku 1987 ve Stockholmu pod názvem Treblinka (což byl nacistický vyhlazovací tábor v Polsku) a původně hrála death/black metal. V roce 1989 se po vydání dvou dem a jednoho EP přejmenovala na Tiamat (Tiamat je v sumerské, babylónské, akkadské a asyrské mytologii bohyně oceánu). Lze ji zařadit do první vlny švédských death metalových skupin vedle např. Entombed, Dismember, Therion, Grave, Unleashed, Edge of Sanity, které vydaly svá debutová alba na počátku 90. let 20. století.
Jejich prvotní dlouhohrající deska se jmenuje Sumerian Cry a vyšla v roce 1990. Následná tvorba začíná ustupovat od klasického death metalu. Alba The Astral Sleep (1991) a především Clouds (1992) vykazují příznaky doom metalu. Výrazný milník v tvorbě znamenalo čtvrté LP Wildhoney z roku 1994 nahrané v německém Dortmundu, které zaznamenalo velký ohlas.

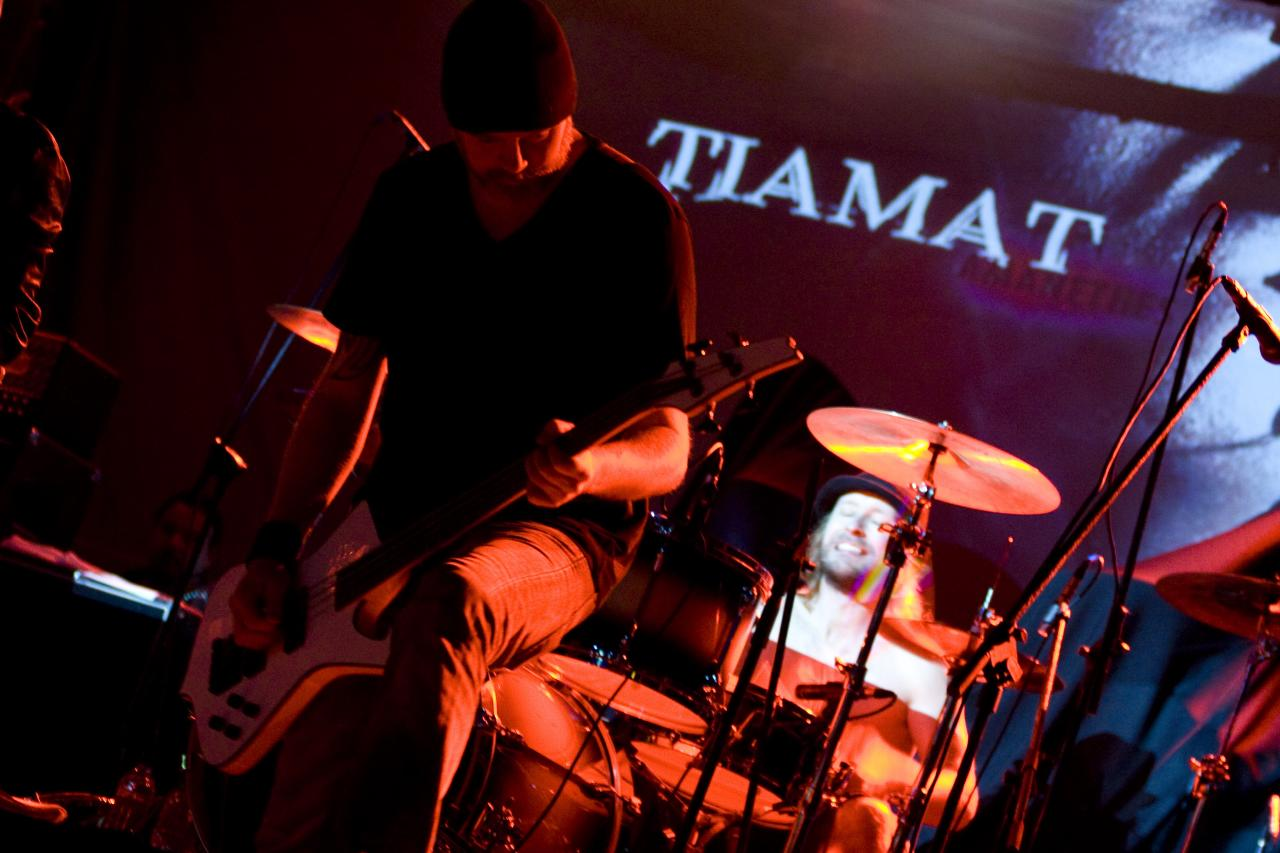
Anders Iwers

Další tvorba kapely se již orientuje na gothic metal až gothic rock.

## Logo
Ve starém logu, které kapela užívala až do vydání alba Clouds a živáku The Sleeping Beauty – Live in Israel je nápis Tiamat vsazen do obráceného pentagramu a písmena T v nápisu jsou stylizována jako obrácené kříže. Logo dotváří netopýří křídla.
Novější logo používané od alba Wildhoney tvoří jednoduchý nápis velkými písmeny TIAMAT.

## Diskografie

### Studiová alba
- Sumerian Cry (1990)
- The Astral Sleep (1991)
- Clouds (1992)
- Wildhoney (1994)[4]
- A Deeper Kind of Slumber (1997)
- Skeleton Skeletron (1999)
- Judas Christ (2002)
- Prey (2003)
- Amanethes (2008)
- The Scarred People (2012)

### EP
- Severe Abominations (1989) – ještě pod názvem Treblinka
- Gaia (1994)
- For Her Pleasure (1999)